# All (canción)
«All» —en español: «Todo»— es una canción compuesta por Reynell Wreford e interpretada en inglés por Patricia Bredin. Participó en el Festival de la Canción de Eurovisión en 1957, representado a Reino Unido.

## Festival de la Canción de Eurovisión 1957
Esta canción fue elegida como representación inglesa en el Festival de Eurovisión 1957 mediante una final nacional, siendo así el debut de Reino Unido en el certamen. La orquesta fue dirigida por Eric Robinson.
La canción fue interpretada tercera en la noche del 3 de marzo de 1957, precedida por Luxemburgo con Danièle Dupré interpretando «Amours mortes (Tant de peine)» y seguida por Italia con Nunzio Gallo interpretando «Corde della mia chitarra». Finalmente, recibió 6 puntos, quedando en séptimo lugar de un total de 10.
Fue sucedida como representación inglesa en el Festival de 1958 por Pearl Carr & Teddy Johnson con «Sing, Little Birdie».
Esta canción fue la canción más corta en la historia del Festival hasta 2015, año en que Finlandia envió una canción aún más corta. Irónicamente, esta canción fue interpretada justo antes de la canción más larga del certamen, «Corde della mia chitarra», la cual dura algo más de 5 minutos.

## Letra
En la canción la intérprete cuenta qué significa para ella su amor, contando todas las cosas (por ejemplo: risa, suspiros, lágrimas, sueños dorados etc.).